# Cerkev sv. Mavra, Izola
Župnijska cerkev sv. Mavra v Izoli se nahaja na najvišji točki nekdanjega otoka, na obsežnem platoju na severnem robu mestnega jedra.
Posvečena je mučencem svetemu Mavru, svetemu škofu Donatu in papežu Sikstu II. Dominantno lego na osrednji Izolski vzpetini nekdanjega otoka je cerkev ohranila do danes.

## Osnovni podatki o cerkvi
Župnijska cerkev sv. Mavra se nahaja v katastrski občini Izola, par. št. 558, površina 1145m². Cerkveni kompleks sestavljata cerkev in prosto stoječi zvonik beneškega tipa.
Cerkev je osnovana kot triladijska bazilika, ki ima ob severni in južni strani več prizidkov, v notranjščini so to stranske kapele z oltarji, razporejenimi ob severni in južni steni stranskih ladij.
Na mestu današnje župnijske cerkve je bila zgodnja srednjeveška cerkev, ki jo je obdajalo pokopališče. Gradnja prve (zgodnje srednjeveške) cerkve je omenjena nekje 1356 leta. Sedanjo Cerkev v psevdoromanskem slogu bazilike z renesančnimi komponenti in potezami so začeli graditi leta 1547, potem ko so podrli prvotno romansko cerkev. Dela sta vodila arhitekt Mazzafuoco iz Benetk in Francesco de Bologna iz Kopra. Nova cerkev je bila posvečena 10.8.1553, posvetil jo je škof Tomaž Stella. Leta 1585 so sezidali ločen zvonik, kakršen je ob cerkvi viden še danes.
Cerkev je dolga 54m je troladijska in bazilikalno zasnovana.
Ladje so dolge 33 m, sredinska je široka 9,5 m, leva in desna stranska pa vsaka po 4,5 m.
Prezbiterij je dolg 19 m in širok 7,5 m.
V začetku je bila cerkev taka, da je imela pročelje z glavnim vhodom in z levim in desnim stranskim vhodom. Glavna ladja z ravnim stropom je slonela na 14ih stebrih ter se je zaključila s kapelo, kjer je bil nameščen kor. V obdobju baroka so ohranili gabarite cerkve, v notranjosti pa so oblikovali glavno ladjo v sedanjo podobo na 14ih stebrih tako, da so prizidali kor in jo podaljšali, preoblikovali pročelje v renesančno in podaljšali prezbiterij ter dogradili kupolo. Sledila je še menjava tlaka. Bogato so jo opremili in na novo uredili kapele ter oltarje, ki so bili prvotno leseni in pozlačeni. Ob kasnejših predelavah je bila notranjščina barokizirana.

## Kronika predelav
- 1867: z odpiranjem sten dodane stranske kapele.
- 1888: sezidano novo podaljšano renesančno pročelje ter narejen pevski kor.
- 1891: podaljšanje prezbiterija, dozidanje kupole, premik oltarnega nadstavka v ozadje ter zamenjava tlaka.
- 1950: Sprejem oltarja Sv, rešnjega telesa iz Bernardina
- 1954: v severnem stranskem vhodu je vzidana Lurška votlina.
- 1967: odstranjeni obhajilni mizi (marmornati ograji)
- 1980: preurejen prezbiterij z znižanim tlakom za eno stopnico, premaknjenim glavnim oltarjem nazaj k baročnemu nastavku in nov daritveni oltar (versus populum) ter odstranjena prižnica. Cerkev je bila tudi temeljito prebarvana.
- 1993: menjava oken glavne sredinske ladje in obnova te zunanje fasade in nova streha
- 2000 obnova celotne fasade
- 2005-6: obnova pročelja
- 2009: novi kropilnik, svečniki so postavljeni ponovno na glavni oltar Sv. Mavra
- 2010: povečana oltarna miza in obnovljena kapela tabernaklja, vrnjena večina bander
- 2012: postavitev novega križevega pota

V zadnjem stoletju je arhitektura cerkve ostala nespremenjena. Ohranila je baročno preoblikovano renesančno kompozicijo ter historične elemente.
V notranjosti cerkve se nahaja deset baročnih oltarjev, Callidove orgle in slike iz 15. stoletja. 
V cerkvi redno poteka bogoslužje.
V poletnem času so organizirani vodeni ogledi cerkve. Tudi v tujem jeziku.
Na ogled je tudi razstava sakralnih predmetov: Zakladi župnije Izola.

## Zvonik
39 m visoki zvonik se nahaja pred pročeljem cerkvene ladje, za okoli 5 metrov je ločen od nje. Zgrajen je bil v letu 1585 iz istrskega kamna, v slogu beneške gotske arhitekture. Obnovljen je bil okoli leta 1906, po zaključku zadnjih večjih predelav župnijske cerkve, ko so ji dodali za pevski kor podaljšano pročelje, kupolo in podaljšali prezbiterij. Takrat naj bi zvonik na novo fugirali in pobelili vrhnje 3 nivoje. Dobil je nove stopnice in mehansko uro, s številčnico na belem fugiranem krogu.
Del zvonika z zvonico je fasadno obdelan v krem beli barvi in ima na vseh štirih straneh zgoraj polkrožno zaključene odprtine. 
Vrh konice samega zvonika predstavlja bronasti križ, ki ima vgrajene štiri bronaste krogle na prečnih koncih, na samem vrhu pa je montirana bakrena zastavica z latinskim napisom Sv. Maver. Križ je črne barve, krogle pa so sive. Zvonik je električno ozemljen, Leta 1985 je bil razglašen za spomenik kulturne dediščine na območju občine Izola.
Nazadnje je bil zvonik obnovljen v letih 2008−2012.

### Zvonovi
V zvoniku so štirje zvonovi:

Zvon Sv. Mavra

ima premer 116 cm, težak je 896 kg in uglašen na ton E.
Izdelala ga je livarna De Poli & Broili iz Gorice leta 1875
Krasi ga podoba Sv. Mavra, blažene device od milosti, Sv. Jožefa, in Križanega
Na njem je napis:
LAUDO DEUM VERUM,     Hvalim pravega Gospoda,
PLEBEM VECO,          kličem ljudi,
CONGREGO CLERUM,        zbiram klerike,
DEFUNTOS PLORO,       objokujem mrtve,
PESTEM FUGO,          odganjam nesreče,
FESTA DECORO,         slavim praznike,
EXAUDI VOCEM POLUTI TUI. usliši Gospod glas tvojega ljudstva.
Zvon Sv. Donata

ima premer 104 cm, težak je 633kg in uglašen na ton F.
Vlit je bil v livarni Lapagna v Trstu leta 1921
Krasi ga podoba Sv. Donata in Križanega
Nosi napis:
ME FREGIT FUROR HOSTIS, Zdrobila me je besnost sovražnika,
AB HOSTIS AERE REVIXI,  znova sem rojen iz topov sovražnika,
ITALIAM CLARA VOCE DEUMQUE CANENS      da pojem z jasnim glasom Italiji in Bogu
SOLI DEO GLORIA                       samo Bogu slava.
Zvon Sv. Jožefa

Ima premer 97 cm, težak je 462kg in uglašen na ton G.
Vlit je bil v livarni Lapagna v Trstu leta 1921
Nosi podobo Križanega in Sv. Nadangela Mihaela
Napis je enak kot pri drugem zvonu z dodatkom:
CHRISTUS VINCIT,      Kristus zmaguj,
CHRISTUS REGNAT,      Kristus kraljuj,
CHRISTUS IMPERAT.     Kristus vladaj.
Zvon Sv. Siksta

ima premer 81 cm, težak je 275 kg in uglašen na ton F.
Vlit je bil v livarni Lapagna v Trstu leta 1921
Nosi podobo Križanega in Sv. Siksta
Napis je enak kot pri prejšnjih dveh in se končuje:
AB OMNI MALO LIBERA NOS DOMINE
Vsakršnega zla, reši nas Gospod